# Alex Anasuya
Alex Anasuya (* 21. Juni 1982 in Coburg, Bayern) ist eine deutsche Schauspielerin.

## Leben
Alex Anasuya wuchs in verschiedenen Teilen Bayerns auf. Erste Bühnenerfahrungen sammelte sie bereits während ihrer Kindheit und Jugend, unter anderem beim lateinamerikanischen Turniertanz und im Schultheater. Nachdem sie die Schule nach der 11. Klasse verließ, begann sie zunächst eine Berufsausbildung zur Krankenschwester in Burghausen. Diese schloss sie mit Staatsexamen ab und arbeitete anschließend in diversen Kliniken in München.
Seit ihrem 21. Lebensjahr spielte sie verstärkt Theater und sammelte so weitere Bühnenerfahrungen, unter anderem am FestSpielHaus München. Nachdem Anasuya vorerst privaten Schauspielunterricht nahm, entschloss sie sich 2006 für eine dreijährige Schauspielvollausbildung. Sie verlegte ihren Lebensmittelpunkt nach Berlin und studierte an der "Berliner Schule für Bühnenkunst", sowie an der "Etage" (Schule für die darstellenden Künste e. V.) in Kreuzberg. 2008 gründete sie mit dem Musiker Jan Akash das Projekt „Pherom“, in welchem sie bis 2011 als Studiosängerin aktiv war.
2009 schloss sie die Schauspielschule als "Staatlich geprüfte Schauspielerin" mit Aufnahme in die ZAV ab.
Seitdem steht sie auch verstärkt vor der Kamera und drehte zahlreiche Kinokurzfilme sowie auch einige Langspielfilme, mit welchen sie auf zahlreichen Filmfestivals auf der Leinwand zu sehen war. Zudem übernimmt sie gelegentlich kleine Rollen beim Fernsehen und Moderationstätigkeiten. Alex Anasuya lebt in Berlin und Indien und arbeitet freischaffend in den Bereichen Theater, Film und Fernsehen, sowie auch als Sprecherin. Seit 2012 folgten Ausbildungen in Yoga, Reiki, Massage (Lomi-Lomi, Thai-Yoga, Ayurveda) und Kontaktimprovisation.

## Filmografie (Auswahl)
- 2009: Im Alter von Ellen, Kinospielfilm, Regie: Pia Marais
- 2009: St. Christophorus – Roadkill, Kinokurzfilm, Regie: Gregor Erler
- 2009: Von Hunden und Dieben, Kinokurzfilm, Regie: Jérôme Gemander
- 2010: Lotte TV, Webserie, Regie: Joseph Bolz
- 2010: Elefanten im Kaninchenbau, Kinokurzfilm, Regie: Claudio Como, Michael Mladek
- 2010: Anna und die Liebe, Fernsehserie, Regie: Winfried Bonengel
- 2010: Allein mit Dir, Kinokurzfilm, Regie: Susanne Bohlmann
- 2011: Der schöne Marcel, Kinokurzfilm, Regie: Mithra Grünberg
- 2011: Schlaraffenhaus, Kinospielfilm, Regie: Marcel Walz
- 2011: Daimonion, Kinospielfilm, Regie: Fabian Barth
- 2012: Die Kassiererin, Langspielfilm, Regie: Salim Kara
- 2012: Baby Box, Kinokurzfilm, Regie: Francis Wolff
- 2012: SOKO Wismar, Fernsehserie, Regie: Sascha Thiel
- 2012: Aktenzeichen XY … ungelöst, Fernsehserie, Regie: Bettina Braun
- 2013: Filmfestival Cottbus, Kinotrailer, Regie: Daniel Carsenty
- 2013: Neukoelln Wind, Kinospielfilm, Regie: Senny Rapoport
- 2013: Hauptstadtrevier, Fernsehserie, Regie: Ulrike Hamacher
- 2014: Nur ein Tanz, Langspielfilm, Regie: Sascha Syndicus
- 2014: Die Botin, Kurzspielfilm, Regie: Christoph Rasche
- 2015: Kommissarin Heller, TV-Serie, Regie: Christiane Balthasar

## Theater (Auswahl)
- 2005: Pasinger Fabrik München, “Ein Mädchen für alles”, Regie: Christine Weissbarth
- 2006: FestSpielHaus München, “Was Ihr Wollt”, Regie: Peter Geierhaas
- 2007: Schloss Belvedere Potsdam, “Der Traum ein Leben”, Regie: Jaime Tadeo Mikan
- 2008: Studiobühne Etage Berlin, “Platonow”, Regie: Anette Klare
- 2008: Studiobühne Etage Berlin, “Stella”, Regie: Heiko Senst
- 2009: Studiobühne Etage Berlin, “Nach dem Regen”, Regie: Hans-Jürgen Hannemann
- 2009: Studiobühne Etage Berlin, “Oskar und die Dame in Rosa”, Regie: Felix Neander
- 2009: Volksbühne Berlin (Kubus), “Heliade im Bisental”, Regie: Markus Nielsen
- 2010: Beuth-Halle Berlin, “Timon von Athen”, Regie: Agnessa Nefjodov
- 2010: Insel Berlin, “Die Improvisionäre”, Regie: Marc C. Behrens
- 2011: Theaterforum Kreuzberg Berlin, “Anatol”, Regie: Joachim Stargard
- 2011: Form Theatre Poland, “In die Fußstapfen der Tempelritter”, Regie: Józef Markocki
- 2012: Theaterforum Kreuzberg Berlin, “Der Menschenfreund”, Regie: Anemone Poland
- 2012: Vaganten Bühne Berlin, “Die Firma dankt”, Regie: Bettina Rehm
- 2013: Hebbel am Ufer Berlin, “Nebel Brutal”, Regie: Björn Zahn
- 2013: Theaterforum Kreuzberg Berlin, “Wolf im Korb”, Regie: Anemone Poland
- 2013: Brotfabrik Berlin, "Vom Dschungel der Angst in Mir", Regie: Björn Zahn
- 2014: Straßentheaterperformance Berlin, "Über uns der Himmel", Regie: Bjoern Zahn
- 2015: Theaterforum Kreuzberg Berlin, "Eurydike", Regie: Anemone Poland

## Einzelnachweis
1. ↑  Alex Anasuya in der Datenbank von Schauspielerlexikon.de (Memento des Originals vom 23. Februar 2014 im Internet Archive)  Info: Der Archivlink wurde automatisch eingesetzt und noch nicht geprüft. Bitte prüfe Original- und Archivlink gemäß Anleitung und entferne dann diesen Hinweis.

| Personendaten    | Personendaten                              |
| ---------------- | ------------------------------------------ |
| NAME             | Anasuya, Alex                              |
| KURZBESCHREIBUNG | deutsche Schauspielerin                    |
| GEBURTSDATUM     | 21. Juni 1982                              |
| GEBURTSORT       | Coburg, Bayern, Bundesrepublik Deutschland |